# Rondo Starołęka
Rondo Starołęka – rondo w Poznaniu, na osiedlu samorządowym Starołęka-Minikowo-Marlewo, w pobliżu Rataj i Starołęki, od której pochodzi nazwa. Rondo jest częścią II ramy komunikacyjnej. Przed otwarciem Wschodniej Obwodnicy miasta przez rondo przebiegała droga krajowa nr 5 oraz trasa europejska E261. Do 19 grudnia 2014 r. przez rondo przebiegała droga krajowa nr 11, która obecnie jest poprowadzona Zachodnią Obwodnicą miasta. Rondo Starołęka jest skrzyżowaniem ulic:
- Zamenhofa  (od strony północnej)
- Hetmańskiej   (od strony zachodniej i wschodniej)
- Starołęckiej  (od strony południowej).

Rondo Starołęka było jednym z najbardziej niebezpiecznych skrzyżowań w Poznaniu. W 2004 r. zostało przebudowane.
Obszar na północ od ronda Starołęka należy do osiedla samorządowego Rataje.
W sierpniu 2021 roku w sąsiedztwie ronda doszło do wypadku tramwajowego, w wyniku którego rannych zostało około 30 osób.

## Obiekty w rejonie ronda
- pętla tramwajowa Starołęka Mała (dawniej Stomil) - wykorzystywana nieregularnie,
- Stomil,
- Osiedle Armii Krajowej,
- Osiedle Bohaterów II Wojny Światowej,
- pasaż „Rondo” i Selgros,
- Zespół Szkół Samochodowych w Poznaniu,
- Most Przemysła I nad rzeką Wartą,
- Dom Ciesielczyków.